# IC 4048
IC 4048 је спирална галаксија у сазвјежђу Ловачки пси која се налази на листи објеката дубоког неба у Индекс каталогу.
Деклинација објекта је + 39° 49' 50" а ректасцензија 13h 0m 38,2s. Привидна величина (магнитуда) објекта IC 4048 износи 15,2 а фотографска магнитуда 16,0.